# ケプラー1649c
ケプラー1649c（英語: Kepler-1649c）はケプラー望遠鏡が発見した、はくちょう座の方向に約300光年の方向にある赤色矮星の恒星ケプラー1649Aを公転している太陽系外惑星である。

## 発見
ケプラー1649cは、アメリカ航空宇宙局（NASA）が太陽系外惑星探索のために打ち上げた宇宙望遠鏡ケプラーによるトランジット法での観測結果から発見された。ケプラーによって得られた観測データの中には、惑星のトランジット（通過）によるものではない「偽陽性（False positive）」と呼ばれるデータも含まれている。ケプラー1649cの存在を示すデータはケプラーの初期の観測で得られているが、当初のコンピューターによる自動解析では偽陽性であると判断され、発見されなかった。こうした偽陽性のデータに紛れた真の惑星の存在を示すデータを見出すために、NASAが開発した解析アルゴリズム「Robovetter」を用いて解析を改めて行った研究チームにより、2020年に、偽陽性のデータに紛れていたケプラー1649cの存在が確認された。
研究チームを率いた、テキサス大学の研究者Andrew Vanderburgはケプラー1649cの発見に際して「この発見は、自動化された技術が向上したとしても、人間による惑星候補の精査の価値を浮き彫りにしたものである」と発見論文内で述べている。

## 特徴

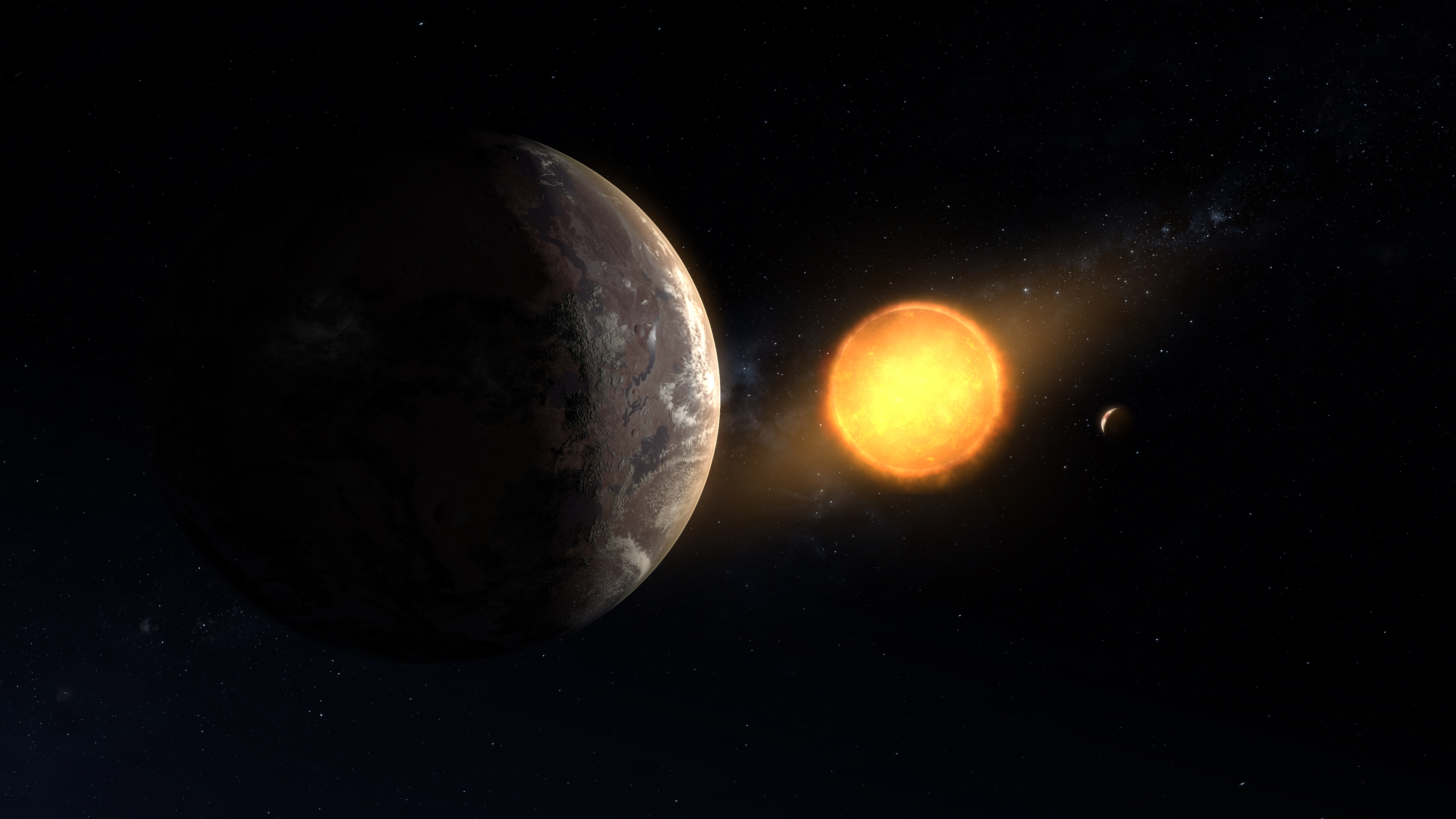
ケプラー1649系の想像図。左に大きく描かれているのがケプラー1649c。

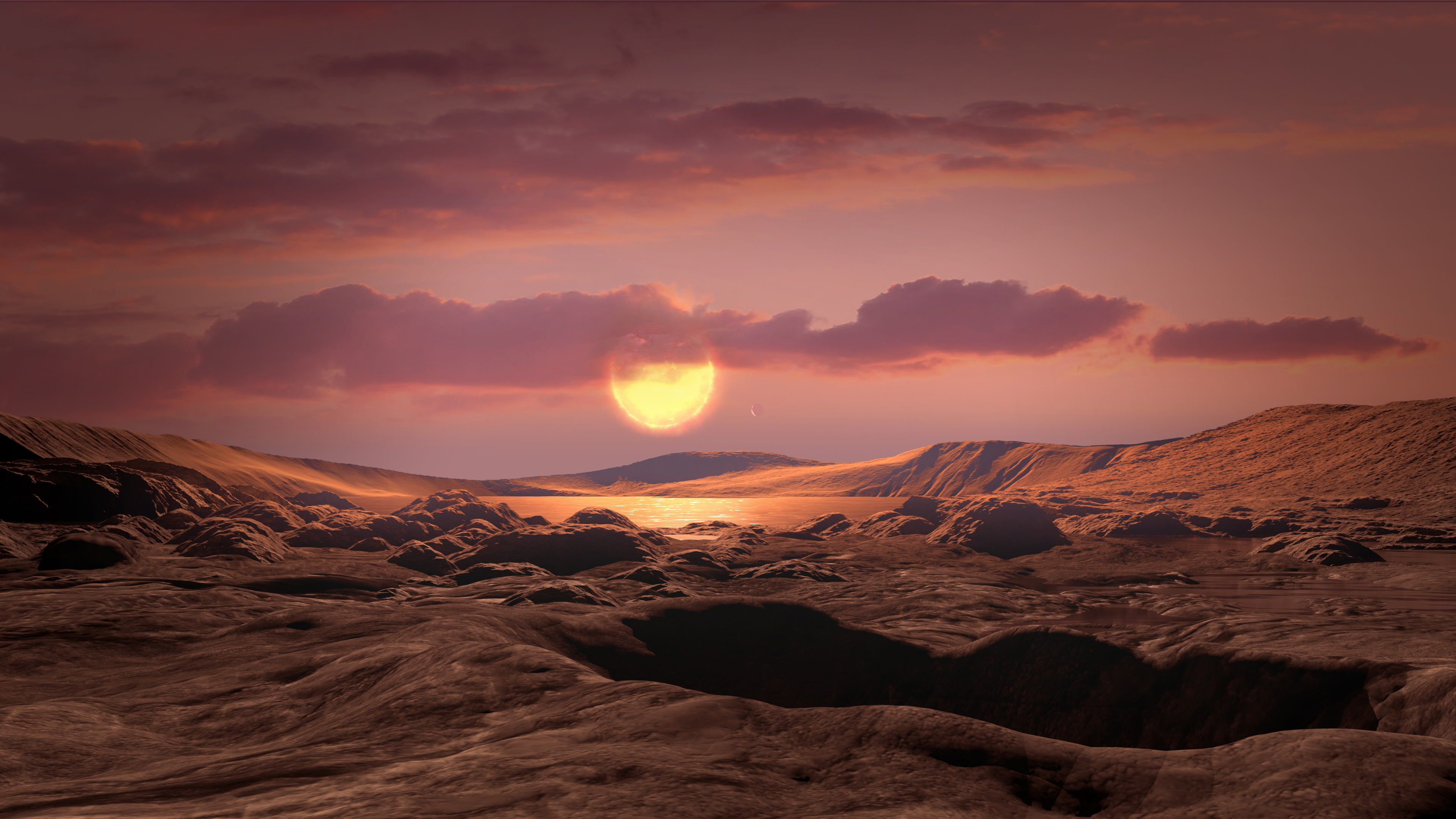
ケプラー1649cの表面の想像図

大きさは地球の1.06倍と地球に似通っており、地球と同じく岩石などから構成された地球型惑星であると考えられている。公転周期は約19.5日で、主星ケプラー1649のハビタブルゾーン内を公転しているとされている。表面温度は234 K（-39 ℃）で、主星から受けているエネルギー放射量（放射束）は地球の75%で、表面に液体の水を維持できると推定されている。NASAの当事者は、大きさが地球に似通っているとされる太陽系外惑星には TRAPPIST-1f やティーガーデン星c（大きさは不明だが計算上では近いとされる）など、温度が似通っているとされる太陽系外惑星には TRAPPIST-1d や TOI-700 d などが知られているが、この両方がケプラー1649cほど地球に似通っている、ハビタブルゾーン内を公転している太陽系外惑星は他に無いと記述しており、このことから、ケプラー1649cを発見した研究チームのメンバーの一人で、SETI協会のK2科学オフィス所長を務める Jeff Coughlin はケプラー1649cを「現在見つかっている太陽系外惑星の中で最も地球に似た惑星」と表現している。

## 居住性
プエルトリコ大学アレシボ校が運営している Planetary Habitability Laboratory (PHL) はケプラー1649cを潜在的に居住可能である保守的 (Conservative) な事例の太陽系外惑星として扱っている。地球類似性指標 (ESI) は 0.93 と計算しており、これは2025年5月時点で知られている全ての太陽系外惑星の中でティーガーデン星bと TOI-700 d に次いで3番目に高い数値である。
しかし、主星がフレアなどの恒星活動が活発な閃光星であることも多い赤色矮星であるため、仮にハビタブルゾーン内に惑星があったとしてもフレアなどの影響で大気が速やかに失われてしまう可能性がある。大気の組成や厚さは表面に液体の水を維持させるのに重要な役割を持つため、この場合、惑星の表面は地球上で考えられるような生命体にとっては生息に厳しい環境となるかもしれない。2021年時点で主星ケプラー1649でフレアの発生は観測されていないが、赤色矮星を公転している、かつまだ大気の有無や組成などが判明していないケプラー1649cの居住性を評価するのは難しいとされている。一方で2025年には、軌道離心率を考慮しない完全な円軌道を形成時から公転し続けているという前提ではあるが、ケプラー1649bとケプラー1649cの両者は形成初期に主星からの放射の影響で著しい大気の損失を受けたとされるにも関わらず、数十億年が経過しても十分な量の大気を維持することができるとするシミュレーション結果が公表されている。